# Михайловское сельское поселение (Тульская область)
Михайловское муниципальное образование — сельское поселение в Куркинском районе Тульской области Российской Федерации.
Административный центр — посёлок Михайловский.

## География
Поселение находится на севере Куркинского района, граничит на севере с Епифанским сельским поселением Кимовского района, с Бахметьевским сельским поселением Богородицкого района, на западе с Двориковским сельским поселением Воловского района, на юге с пгт Куркино, с Самарским сельским поселением Куркинского района Тульской области, на востоке с Данковским районом Липецкой области и на северо-востоке с Милославским районом Рязанской области.
По территории поселения протекают реки — Дон, Непрядва, Птань, Язовня, Ситка, Курца, Рыхотка, Богоявленка. Транспортная связь представлена автотрассами Р142 Богородицк — Товарковский — Куркино, Р145 Кимовск — Епифань — Кресты, и железнодорожным сообщением.

## История
Статус и границы сельского поселения установлены законом Тульской области от 3 марта 2005 года № 544-ЗТО «О переименовании муниципального образования „Куркинский район Тульской области“, установлении границ, наделении статусом и определении административных центров муниципальных образований на территории Куркинского района Тульской области».

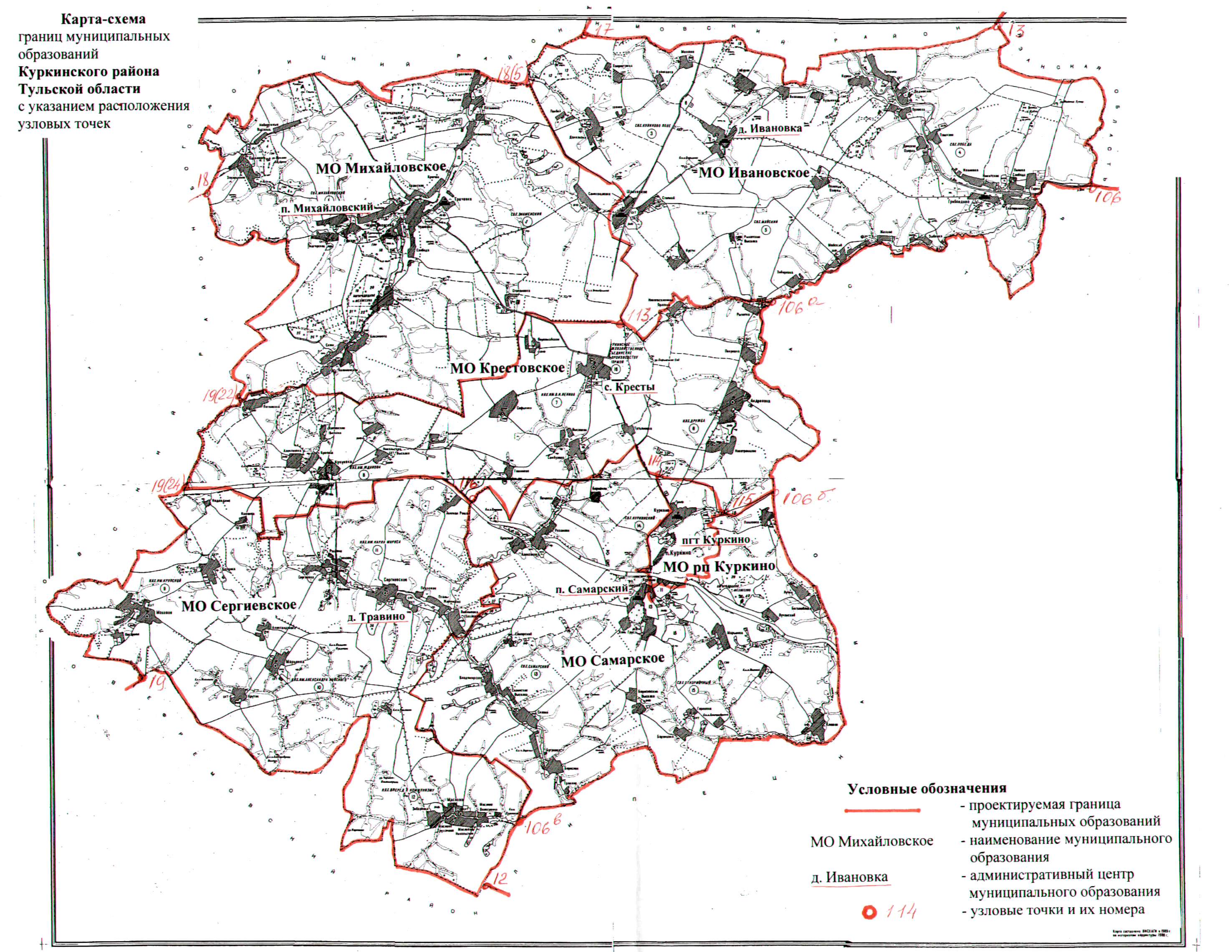
Административное деление Куркинского района c 2005 по 2013 г.

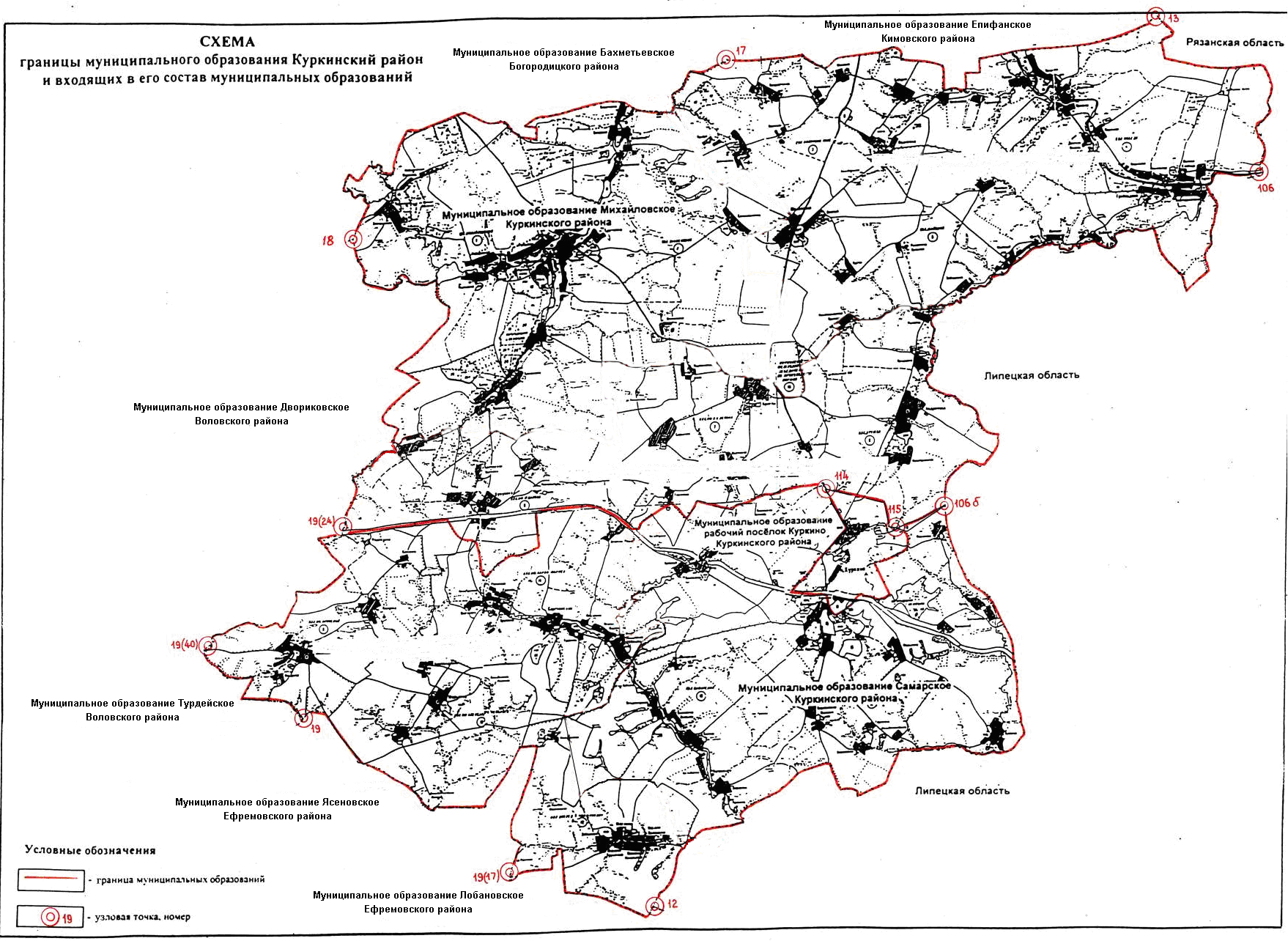
Административное деление Куркинского района с 2013 года

На момент образования в 2005 году в состав поселения входили следующие населенные пункты:
Михайловская волость:
поселок Михайловский, село Знаменское, Близневка, Горское, Грачевка, Заварыкино, Казаковка, Коломенское, Крамское, Крючок, Набережное, Набережные Выселки, Подгорское, Покровка, Пятиловка, Рыльское, Самохваловка, Свобода, Ситки, Спасское, Степановка, Страховка, Чудновка.
В результате преобразований района поселение с 2013 года включает в себя 69 населенных пунктов:
Андреевская волость:
село Андреевка, деревни Новопоселенная Орловка, Новотроицкое, Покровка, Рыхотка.
Грибоедовская волость:
село Екатерининское, село Орловка, поселок Грибоедово, деревни Донские Озерки, Горки, Жохово, Зыбовка, деревня 1-2 Ивановка, Кузьминки, Курцы, село Никитское, Пашково, Подмоклое, Попова Слобода, Починки, Яковлевка.
Ивановская волость:
поселок Степной, хутор Сабуров, деревни Даниловка, Заборовка, Ивановка, Казинки, Куликовка, Кусты, Майское, Моховое, Полевые Озерки, Рыхотские Выселки, Хворостянка, Шаховское.
Крестовская волость:
село Кресты, поселок Птань, деревни Алексеевка, Высоцкое, Кротовка, Кротовские Выселки, Кукуевка, Никольские Выселки, Озерки, Первомайское, Пятиловка, Рахманово, Софьинка, Сумбулово, Татьяновка, Тишиново.
Михайловская волость:
поселок Михайловский, село Знаменское, Близневка, Горское, Грачевка, Заварыкино, Казаковка, Коломенское, Крамское, Крючок, Набережное, Набережные Выселки, Подгорское, Покровка, Пятиловка, Рыльское, Самохваловка, Свобода, Ситки, Спасское, Степановка, Страховка, Чудновка.

## Население
| 2010  | 2012  | 2013  | 2014  | 2015  | 2016  | 2017  |
| ----- | ----- | ----- | ----- | ----- | ----- | ----- |
| 1159  | ↘1130 | ↘1112 | ↗3471 | ↘3403 | ↘3343 | ↘3285 |
| 2018  | 2019  | 2020  | 2021  |       |       |       |
| ↘3209 | ↘3131 | ↘3083 | ↗3404 |       |       |       |

## Состав сельского поселения
| №  | Населённый пункт       | Тип населённого пункта          | Население |
| -- | ---------------------- | ------------------------------- | --------- |
| 1  | 1-2 Ивановка           | деревня                         | 16        |
| 2  | Алексеевка             | деревня                         | 29        |
| 3  | Андреевка              | село                            | ↘221      |
| 4  | Близневка              | деревня                         | 5         |
| 5  | Высоцкое               | деревня                         | 0         |
| 6  | Горки                  | деревня                         | 0         |
| 7  | Горское                | деревня                         | 12        |
| 8  | Грачевка               | деревня                         | ↘104      |
| 9  | Грибоедово             | посёлок                         | ↘343      |
| 10 | Даниловка              | деревня                         | 14        |
| 11 | Донские Озерки         | деревня                         | 7         |
| 12 | Екатерининское         | село                            | 8         |
| 13 | Жохово                 | деревня                         | 0         |
| 14 | Заборовка              | деревня                         | 2         |
| 15 | Заварыкино             | деревня                         | 4         |
| 16 | Знаменское             | село                            | 26        |
| 17 | Зыбовка                | деревня                         | 1         |
| 18 | Ивановка               | деревня                         | ↘369      |
| 19 | Казаковка              | деревня                         | 9         |
| 20 | Казинки                | деревня                         | 0         |
| 21 | Коломенское            | деревня                         | 5         |
| 22 | Крамское               | деревня                         | 34        |
| 23 | Кресты                 | село                            | ↘291      |
| 24 | Кротовка               | деревня                         | 14        |
| 25 | Кротовские Выселки     | деревня                         | 0         |
| 26 | Крючок                 | деревня                         | 4         |
| 27 | Кузьминки              | деревня                         | 3         |
| 28 | Кукуевка               | деревня                         | 22        |
| 29 | Куликовка              | деревня                         | 6         |
| 30 | Курцы                  | деревня                         | 5         |
| 31 | Кусты                  | деревня                         | 1         |
| 32 | Майское                | деревня                         | 12        |
| 33 | Михайловский           | посёлок, административный центр | ↘459      |
| 34 | Моховое                | деревня                         | 0         |
| 35 | Набережное             | деревня                         | 12        |
| 36 | Набережные Выселки     | деревня                         | 12        |
| 37 | Никитское              | село                            | 49        |
| 38 | Никольские Выселки     | деревня                         | 7         |
| 39 | Новопоселенная Орловка | деревня                         | 0         |
| 40 | Новотроицкое           | деревня                         | 53        |
| 41 | Озерки                 | деревня                         | 0         |
| 42 | Орловка                | село                            | 62        |
| 43 | Пашково                | деревня                         | 11        |
| 44 | Первомайское           | деревня                         | 13        |
| 45 | Подгорское             | деревня                         | 13        |
| 46 | Подмоклое              | деревня                         | 26        |
| 47 | Покровка               | деревня                         | ↗88       |
| 48 | Покровка               | деревня                         | ↘13       |
| 49 | Полевые Озерки         | деревня                         | 0         |
| 50 | Попова Слобода         | деревня                         | 8         |
| 51 | Починки                | деревня                         | 25        |
| 52 | Птань                  | посёлок                         | ↘183      |
| 53 | Пятиловка              | деревня                         | 12        |
| 54 | Пятиловка              | деревня                         | 13        |
| 55 | Рахманово              | деревня                         | 3         |
| 56 | Рыльское               | деревня                         | 55        |
| 57 | Рыхотка                | деревня                         | 2         |
| 58 | Рыхотские Выселки      | деревня                         | 0         |
| 59 | Сабуров                | хутор                           | 14        |
| 60 | Самохваловка           | деревня                         | 17        |
| 61 | Свобода                | деревня                         | ↘212      |
| 62 | Ситки                  | деревня                         | 12        |
| 63 | Софьинка               | деревня                         | 59        |
| 64 | Спасское               | деревня                         | 0         |
| 65 | Степановка             | деревня                         | 8         |
| 66 | Степной                | посёлок                         | 11        |
| 67 | Страховка              | деревня                         | 2         |
| 68 | Сумбулово              | деревня                         | ↘40       |
| 69 | Татьяновка             | деревня                         | 6         |
| 70 | Тишиново               | деревня                         | 5         |
| 71 | Хворостянка            | деревня                         | 30        |
| 72 | Чудновка               | деревня                         | ↘128      |
| 73 | Шаховское              | деревня                         | ↘404      |
| 74 | Яковлевка              | деревня                         | 0         |